# 湖南市立甲西北中学校
湖南市立甲西北中学校（こなんしりつ こうせいきたちゅうがっこう）は、滋賀県湖南市正福寺にある市立中学校。略称は「甲北」（こうきた）、「北中」（きたちゅう）。

## 沿革
1985年（昭和60年）7月に開かれた定例教育委員会で当校（仮称：「第3中学校」）の設置が決定し、翌年（1986年（昭和61年））1月23日から造成工事を開始。同年5月21日に開かれた定例会議で当校の設置が承認された。以降の沿革は年表を参照。

### 年表
- 1986年（昭和61年）5月23日 - 校名を甲西町立甲西北中学校とすることが決定する。
- 1987年（昭和62年）
  - 1月21日 - 校章を制定。
  - 3月10日 - 校舎が完成する。
  - 4月1日 - 甲西町（現・湖南市）立甲西中学校より甲西町立甲西北中学校として分離新設（旧甲西町で3番目の中学校）。
- 2000年（平成12年）7月7日 - 学校評議員制を導入する。
- 2004年（平成16年）10月1日 - 2町合併・市制施行により湖南市立甲西北中学校に校名変更。
- 2019年（平成31年）4月1日 - コミュニティスクール（学校運営協議会制度[3]）を導入する。

## 基礎データ

### スローガン
- 校訓 - 楽しくて 心ときめき 瞳かがやく[1]
- 教育目標 - かしこく・やさしく・たくましく[1]

## 部活動
2012年（平成24年）時点の情報を記す。
- 運動部 - 軟式野球、ソフトボール、サッカー、陸上競技、ソフトテニス、バスケットボール、バレーボール、卓球、剣道
- 文化部 - 吹奏楽、美術、家庭、コンピュータ

## 校区
下記の各小学校を校区としている。
- 湖南市立岩根小学校
- 湖南市立菩提寺小学校
- 湖南市立菩提寺北小学校

## 交通アクセス
- JR草津線甲西駅より湖南市コミュニティバス。「北中学校」停留所下車。